# Claudia La Gatta
Claudia La Gatta, (sinh ngày 9 tháng 10 năm 1979) là một nữ diễn viên và người mẫu người Venezuela. Cô nổi tiếng nhất khi tham gia telenigsas từ Venezuela.

## Cuộc sống cá nhân
Cô kết hôn với nam diễn viên Luis Gerónimo Abreu từ năm 2010  Năm 2015 sinh ra đứa con đầu lòng của họ bên cạnh Luis Gerónimo có tên là Salvador Abreu.

## Đóng phim

### Phim
| Năm  | Tựa đề                | Vai trò  | Ghi chú     |
| ---- | --------------------- | -------- | ----------- |
| 2011 | Travesía del desierto | Patricia | Phim ra mắt |
| 2014 | Espejos               | Arianna  |             |

### Truyền hình
| Năm  | Tựa đề                   | Vai trò          | Ghi chú |
| ---- | ------------------------ | ---------------- | --- |
| 2004 | Sabor một ti             | Anh đào          | |
| 2005 | El amor las vuelve locas | Cristina         | |
| 2006 | Querendones              | Milady Castillo  | |
| 2007 | Mi prima Ciela           | Ruth Berroterán  | |
| 2008 | La vida entera           | Màu nâu đỏ       | |
| 2010 | La tees perfecta         | Isabella Andrade | |
| 2011 | Flor Salvajee            | Clara            | |
| 2012 | Válgame Dios             | Liseth           | - "La Bruja vio todo... y más" (Season 1, Episode 2) - "¡Y todo por culpa de un pasticho de berenjena!" (Season 1, Episode 3) |
| 2013 | Las Bandidas             | Malena Montoya   | |
| 2014 | Nora                     | Irina Casado     | |
| 2017 | El Chema                 | Alina Martínez   | |